# Talara (geslacht)
Talara is een geslacht van vlinders van de familie spinneruilen (Erebidae).

## Soorten
- T. albipars Hampson, 1914
- T. alborosea Rothschild, 1913
- T. barema Schaus, 1896
- T. bicolor Rothschild, 1913
- T. bombycia Schaus, 1896
- T. brunnescens Rothschild, 1913
- T. cara Schaus, 1911
- T. cinerea Hampson, 1900
- T. coccinea Butler, 1877
- T. chionophaea Hampson, 1914
- T. decepta Schaus, 1905
- T. dilutior Rothschild, 1913
- T. ditis Butler, 1878
- T. diversa Schaus, 1905
- T. grisea Schaus, 1896
- T. guyanae Gibeaux, 1983
- T. hoffmanni Reich, 1933
- T. ignibasis Rothschild, 1913
- T. lepida Schaus, 1911
- T. leucocera Druce, 1899
- T. leucophaea Dognin, 1912
- T. megaspila Walker, 1866
- T. melanosticta Dyar, 1914
- T. mesospila Dyar, 1914
- T. miniata Rothschild, 1913
- T. minynthadia Dyar, 1914
- T. mona Dyar, 1914
- T. muricolor Gibeaux, 1983

- T. nigrivertex Gibeaux, 1983
- T. nigroplagiata Rothschild, 1913
- T. niveata Butler, 1878
- T. ornata Schaus, 1905
- T. phaeella Hampson, 1900
- T. proxima Gibeaux, 1983
- T. rubida Schaus, 1911
- T. rufa Schaus, 1899
- T. rufibasis Felder, 1875
- T. rugipennis Schaus, 1905
- T. semiflava Draudt, 1918
- T. simulatrix Gibeaux, 1983
- T. subcoccinea Schaus, 1905
- T. synnephala Dyar, 1916
- T. thea Schaus
- T. thiaucourti Gibeaux, 1983
- T. togata Draudt, 1918
- T. tristis Gibeaux, 1983
- T. unimoda Schaus, 1905
- T. violaceogriseus Rothschild, 1913
- T. violescens Dyar, 1914